# Honda XR 650 R
Die XR650R ist ein geländegängiges Motorrad des japanischen Fahrzeugherstellers Honda.
Die Nachfolgerin der Honda XR 600 besitzt einen 649 cm³ großen Vierventil-Einzylindermotor. Die größten Änderungen zu den Vorgängermodellen sind der völlig neu entwickelte, flüssigkeitsgekühlte Motor und das Aluminiumfahrgestell. Wie das Vorgängermodell hat die XR650R weder elektrischen Anlasser oder eine Starterbatterie. (Beides kann aber nachgerüstet werden, da der Motor auch im Honda Quad eingebaut wurde und dort über die Komponenten verfügt)
Die ähnlich benannte XR650L hat mit der R-Version außer dem Namen wenig gemein. Die L-Version basiert technisch auf der alten XR600 (mit Stahlrahmen und Luftgekühltem Motor) und bekam einen Anlasser mit Batterie spendiert (Daraus resultiert ein erhöhtes Gewich von ca. 150 kg) 
Die R-Version wiegt dagegen weiterhin nur 135 kg, was sie in Verbindung mit dem sehr drehmomentstarken Motor zu einer guten Hobby-Enduro ohne starke Wettbewerbsambitionen macht. Die XR 650 R wird auch gern zur Supermoto umgebaut, da sie zuverlässig und wartungsarm ist.
In den Jahren 2000 bis 2004 wurde sie offiziell von Honda Deutschland, wenn auch nur ohne Straßenzulassung, vertrieben. Bei vielen Grauimporteuren ist sie jedoch auch weiterhin zu erstehen. Diese bieten die XR 650 R überwiegend schon zulassungsfertig an.
Die XR650R wurde ursprünglich für das Baja 1000 Rennen gebaut, das sie, gefahren von Johnney Campbell, auch einige Male gewann. Ausgeliefert wird sie gedrosselt, d. h. kleine Vergaserbedüsung, Drosselauspuff und geschlossener Luftfilterkasten. Eine Zwei-Personen-Zulassung ist schwierig zu bekommen.
Um die Motorleistung zu steigern, bietet Honda das HRC-Tuning-Kit an. Es beinhaltet einen Hochkompressionszylinder, eine Nockenwelle mit 15° steileren Nocken, einen stärkeren Nockenwellenantrieb, einen offenen Racing-Auspuff, stärkere Kupplungsfedern, größere Düsen und einen Vergaserschieber mit größerer Öffnung.